# Herse (architecture)
 (avril 2025).
Pour les articles homonymes, voir Herse.

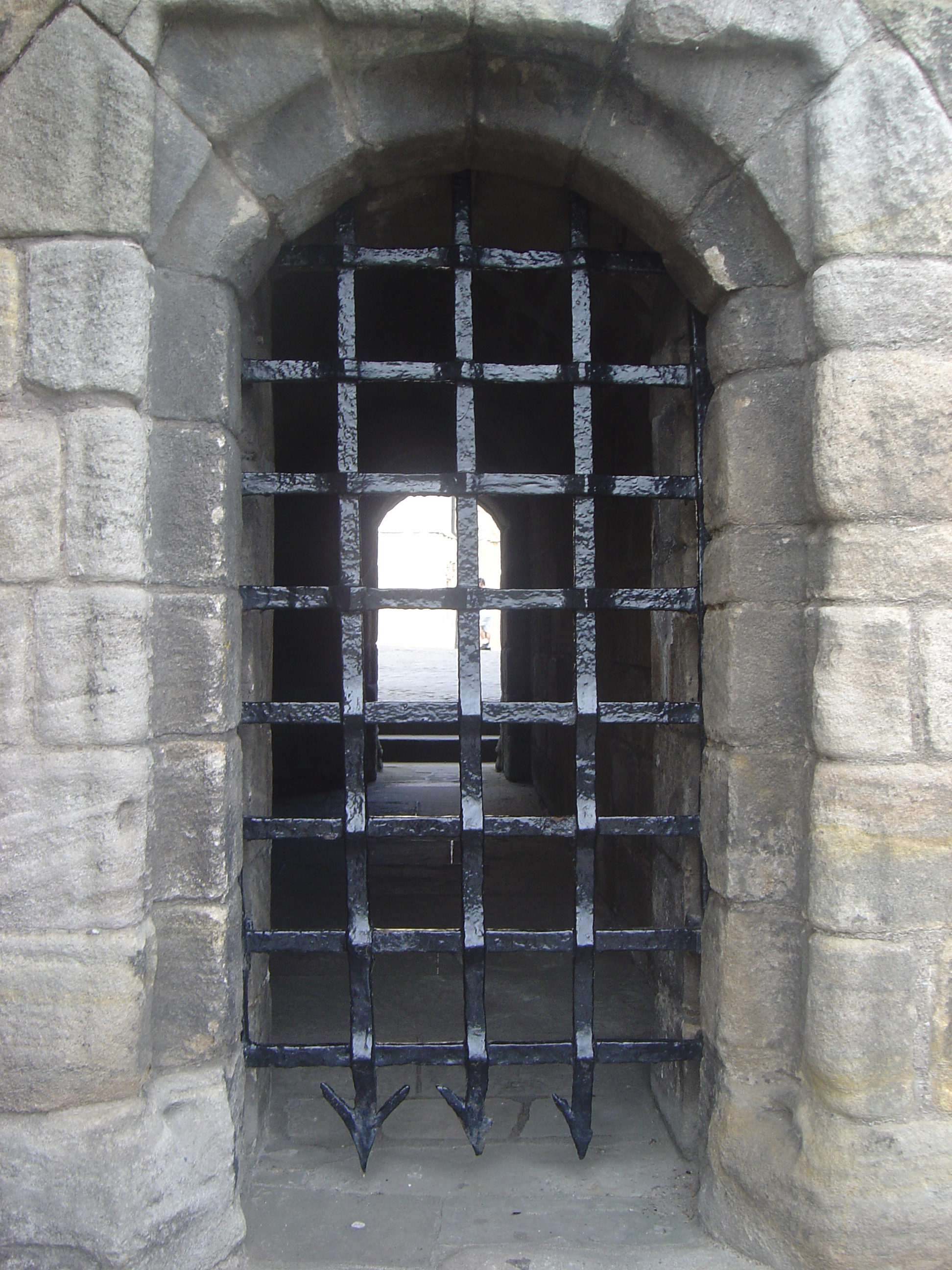
Une herse du château de Stirling en Écosse.

La herse est une grille de fermeture d'une porte, glissant dans des rainures verticales, manœuvrée au moyen d'un treuil ou d'un contrepoids. Ce dispositif était souvent utilisé au Moyen Âge à l'entrée d'un château fort. Le bas de la herse est souvent garni de pointes pour décourager quiconque de tenter de passer en dessous lors de sa descente.
D'abord en bois, la grille devint métallique lorsque la technique du fer forgé fut maîtrisée.
Comme les assaillants pouvaient bloquer la descente de la herse, on lui substitua les orgues : pieux verticaux indépendants et sans traverses manœuvrés par des moulinets.

## Héraldique

Emblème à la herse des Tudor.

La herse architecturale est employée dans l'héraldique comme un meuble, en particulier dans l'héraldique d'Angleterre, où elle apparaît sur les armoiries de la cité de Westminster. Parce que Westminster est le siège du Parlement du Royaume-Uni, la Chambre des communes et la Chambre des lords toutes les deux ont la herse, couronnée, pour emblème. Elle figurait aussi sur la pièce britannique décimale d'un penny entre 1971 et 2007.